# Gabriele Leone

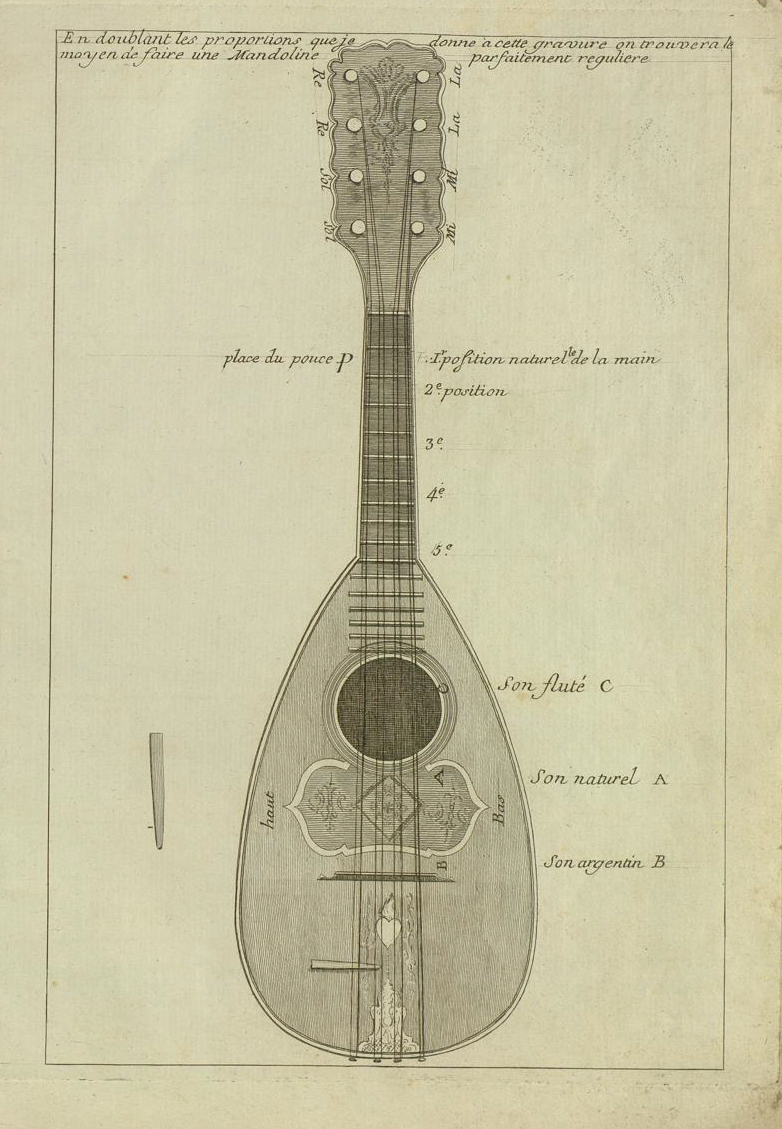
Méthode raisonnée pour mandoline, Gabriele Leone, 1768.

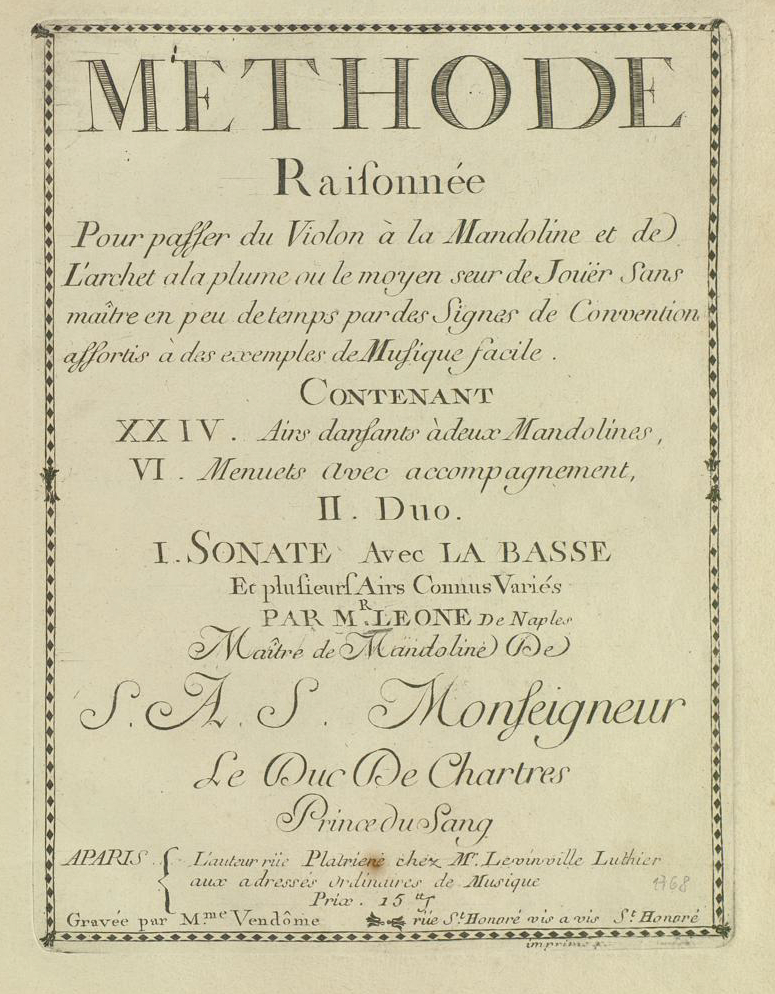
Méthode raisonnée pour mandoline, Gabriele Leone, 1768.

Gabriele Leone né à Naples vers 1735 et mort en France vers 1790 est un mandoliniste virtuose, compositeur d’œuvres pour mandoline ou pour violon.

## Biographie
Gabriel Leone se produit à Londres et à Paris au concert spirituel dans les années 1760 à 1769 à une époque où la mandoline est très en vogue avant son effacement après 1789.
Il est professeur du Duc de Chartres, futur Philippe-Égalité. 

## Compositions
Il est l’auteur d’une méthode de mandoline et de recueils de musique de chambre avec mandoline. 